# Katrin Altpeter

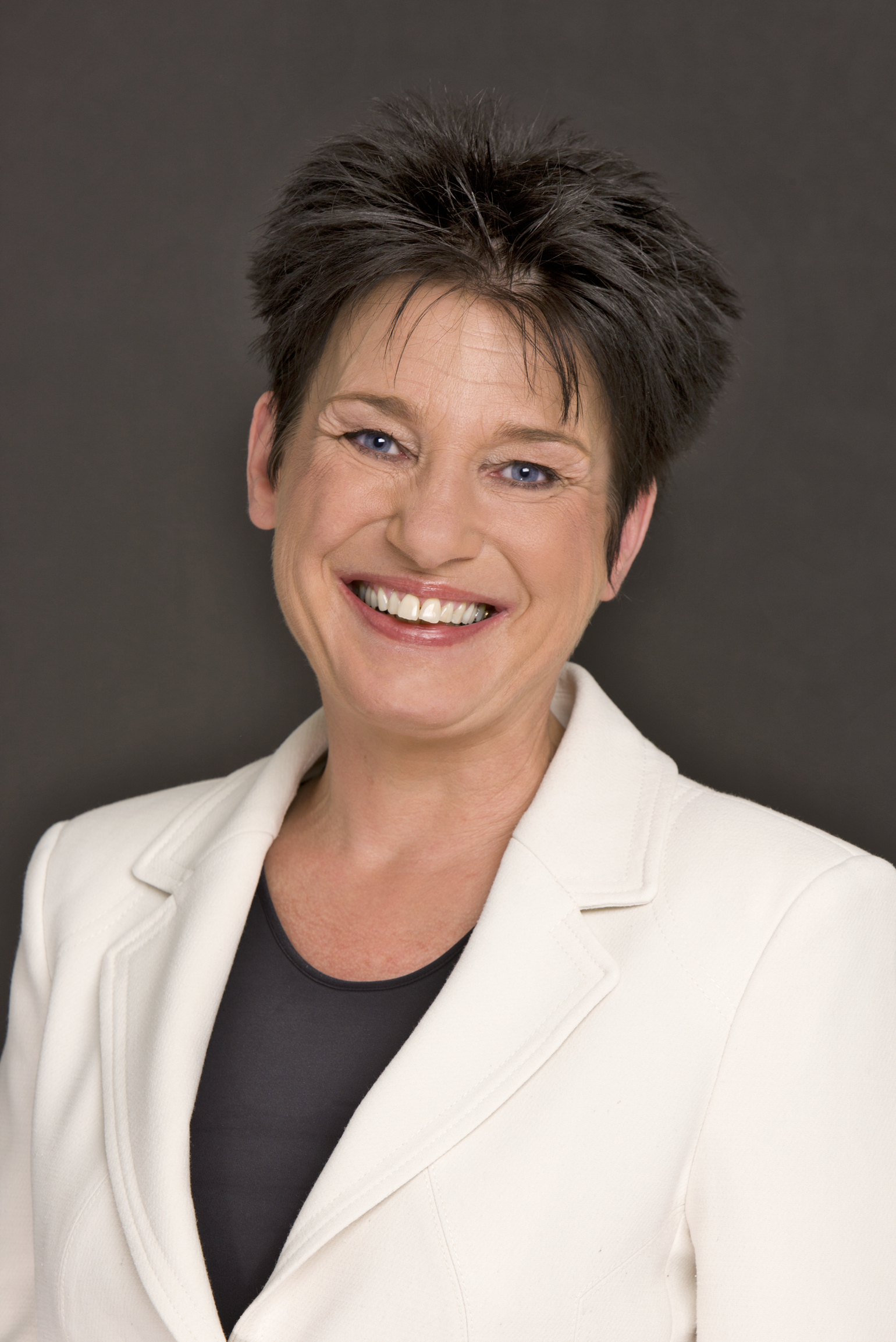
Katrin Altpeter, MdL, 2014

Katrin Altpeter (* 6. November 1963 in Waiblingen) ist eine deutsche Politikerin der SPD. Sie war von 2001 bis 2016 Mitglied des Landtages von Baden-Württemberg und von Mai 2011 bis Mai 2016 Arbeits- und Sozialministerin im Kabinett Kretschmann I.

## Ausbildung und Beruf
Nach ihrer Schulausbildung an der Grundschule in Waiblingen-Neustadt und am Saliergymnasium in Waiblingen absolvierte Katrin Altpeter von 1984 bis 1986 eine Ausbildung zur Altenpflegerin. Nach verschiedenen Tätigkeiten in der ambulanten und stationären Pflege wurde sie von 1990 bis 1992 zur Lehrerin für Pflegeberufe ausgebildet. Diesen Beruf übte sie von 1992 bis 1996 und von 1998 bis 2001 aus. Von 1996 bis 1998 leitete sie den Ambulanten Pflegedienst der Arbeiterwohlfahrt in Backnang.

## Politische Tätigkeit
Katrin Altpeter trat 1989 in die SPD ein. Von 1989 bis 1999 war sie Ortschaftsrätin und stellvertretende Ortsvorsteherin in Waiblingen-Neustadt; von 1994 bis 1999 auch Gemeinderätin in Waiblingen. Seit dem 17. April 2001 ist Katrin Altpeter Landtagsabgeordnete für die SPD im Wahlkreis Waiblingen. Sie war stellvertretende Fraktionsvorsitzende und Mitglied im Petitions- und Sozialausschuss. Außerdem war sie lange Jahre Ortsvereinsvorsitzende der SPD Waiblingen und von Juni 2002 bis 2006 Vorsitzende der SPD-Kreistagsfraktion im Rems-Murr-Kreis.
Dem am 13. März 2016 gewählten 16. Landtag von Baden-Württemberg gehört sie nicht an, da sie für die erneute Zuteilung eines Zweitmandates in der parteiinternen Rangfolge zu wenig Stimmen errang.
Am 12. Mai 2011 wurde sie als Landesministerin für Arbeit und Sozialordnung, Familie, Frauen und Senioren der grün-roten Koalitionsregierung vereidigt. Altpeter setzt sich für ein Verbot der Prostitution nach dem schwedischen Modell ein. Sie amtierte bis zum 12. Mai 2016.

## Familie
Katrin Altpeter ist evangelisch. Sie ist alleinerziehende Mutter einer Tochter. Von 2012 bis zum Frühjahr 2016 war sie mit ihrem Fraktionskollegen Florian Wahl liiert.